# Hiawatha (film, 1952)
Pour les articles homonymes, voir Hiawatha.
Pour plus de détails, voir Fiche technique et Distribution.
Hiawatha est un film américain réalisé par Kurt Neumann, sorti en 1952. Il s'agit d'une adaptation du poème Le Chant de Hiawatha de Henry Longfellow.

## Fiche technique
- Titre : Hiawatha
- Réalisation : Kurt Neumann
- Scénario : Daniel B. Ullman et Arthur Strawn d'après le poème Le Chant de Hiawatha de Henry Longfellow
- Photographie : Harry Neumann
- Montage : Walter Hannemann (en)
- Musique : Marlin Skiles
- Pays de production : États-Unis
- Format : 1,37:1
- Genre : western
- Durée : 80 minutes
- Date de sortie : 
  - États-Unis : 28 décembre 1952

## Distribution
- Vince Edwards : Hiawatha
- Yvette Dugay : Minnehaha
- Keith Larsen : Pau PukKeewis
- Morris Ankrum : Iagoo
- Eugene Iglesias : Chibiabos
- Ian MacDonald : Chef Megissogwon
- Stuart Randall (en) : Mudjekeewis
- Katherine Emery : Nokomis
- Stephen Chase (en) : Lakku
- Armando Silvestre : Kwasind
- Michael Tolan : Neyadji
- Robert Bice : Wabeek
- Henry Corden : Ottobang